# Marco Antonio Mendizábal
Marco Antonio Mendizábal Sánchez (Zumpango, 29 de junio de 1958) es un exfutbolista, exentrenador y conferencista mexicano que se desempeñó como lateral izquierdo.

## Biografía
Marco Antonio nació en Zumpango, sin embargo, por motivos familiares vivió su infancia y adolescencia en Cuautitlán, de igual forma ubicado en el Estado de México. Formado en las inferiores de Cruz Azul, debutó con el equipo en 1983, bajo el mando de Alberto Quintano.
Disputa ante su hermano Guillermo Mendizábal la final de la temporada 1986-87, que finalizaría con triunfo de Guadalajara, club al que ambos apoyaban de niños. En 1988 llega a Correcaminos, donde permanecería una temporada. Raúl Cárdenas lo lleva a Toluca en 1989, club en el cual jugaría durante tres años. Se retira como jugador con Querétaro en 1995.
En adelante, se destacó su trabajo como emisario del cuerpo técnico de Cruz Azul, encabezado por José Luis Trejo, encargado de analizar y recolectar información de los rivales de Sudamérica que el club enfrentó en la Copa Libertadores 2001, en la cual alcanzaron la última instancia de la competencia.